# سلسلة الحيازة

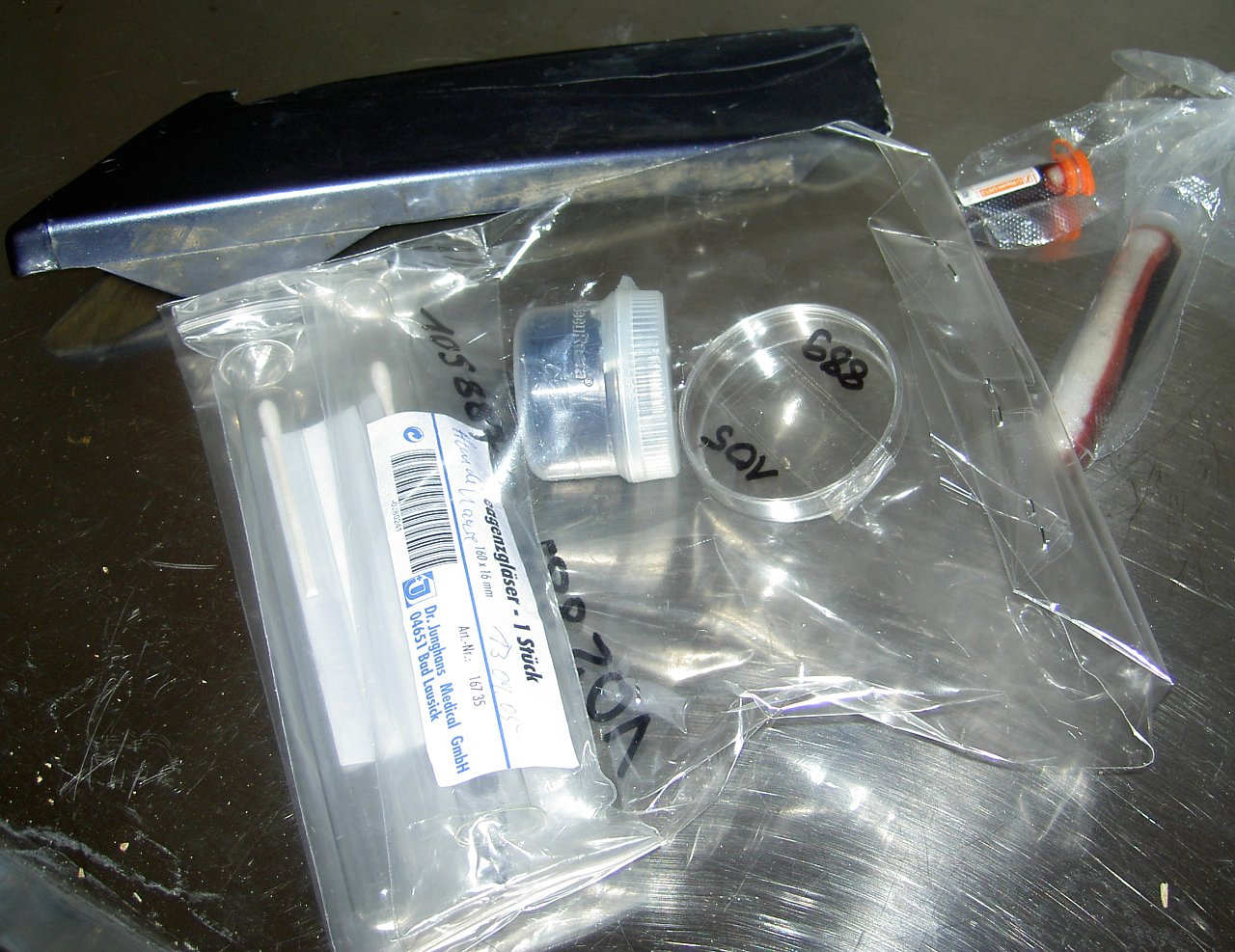

سلسلة الحيازة أو سلسلة التتبع (بالإنجليزية: Chain of custody)‏، في السياق القانوني هو الوثائق التاريخية أو الوثائق الورقية التي تسجل تسلسل الاحتجاز والتحكم والتحويل والتحليل والتخلص من الأدلة المادية أو الإلكترونية.
ولأهميتها الخاصة في القضايا الجنائية، يتم تطبيق المفهوم أيضًا في الدعاوى المدنية أحيانًا على نطاق أوسع في اختبار المخدرات للرياضيين، وفي إدارة سلسلة التوريد كعلى سبيل المثال. تحسين إمكانية تتبع المنتجات الغذائية، أو تقديم ضمانات بأن منتجات الأخشاب تنشأ من غابات تدار إدارة مستدامة.